# Kalpeni
Kalpeni es un atolón deshabitado del archipiélago hindú de las Laquedivas. Se encuentra a 287 km al oeste de la ciudad de Cochí.

## Geografía
Tiene de 8 km². En ella se encuentra el lago Free el más amplio de esas islas con 0,88 km². Está justo al frente de la ciudad de Cochín. La temperatura máxima es de 44 °C y la mínima de 8 °C.